# Provincie Guadalajara
Guadalajara (výslovnost: [ɡwaðalaxaɾa] z arabského wādi al-ħajāra (وادي الحجارة), „dno potoka/kamenné údolí“) je provincie v severní části centrálního Španělska na severu autonomního společenství Kastilie – La Mancha. Žije zde přibližně 280 tisíc obyvatel.

## Dějiny provincie

### Prehistorie
Provincie je osídlená od paleolitu, jak dokazují kamenné nástroje, nalezené na břehu řek Henares a Linares. Najdeme tu četné prehistorické jeskynní malby v Cueva de los Casares v obci Riba de Saelices a megalitické hrobky ze 4. tisíciletí př. n. l. jsou na různých místech provincie (např. Alcolea del Pinar). Na březích řek jsou pozůstatky osad z doby bronzové, zvláště v Loma del Lomo v obci Cogolludo, a osada z pozdní doby bronzové se našla v Mojares.

### Keltiberové a Římané
Keltsko-iberské obyvatelstvo osadilo území v pozdní době železné mezi 6. a 3. stol. př. n. l. Různé kmeny se usadily ve městech Sigüenza, Atienza a Termancia na severu a další na jihu kolem Moliny. Začali budovat opevněná města, vsi a hrady. Mezi lety 143 a 133 př. n. l. zahájili Římané dobývání Hispánie, které trvalo do roku 94 př. n. l. Přinesli zemědělství, hornictví a obchod, stavěli komunikace se silnicemi a mosty. Nejdůležitějším římským městem byla Segontia (Sigüenza), ale postavili také hradbu kolem města Luzaga, kde byly význačné veřejné budovy.

### Středověk
Vizigóti s hlavním městem Toledem ovládli oblast v 6. a 7. st. n. l. Přinesli křesťanství a germánské právo. Roku 578 král Leovigild založil Recópolis na řece Tajo s bazilikou a palácem. Mauři se objevili v oblasti cca v r. 711, po čtyři staletí zde vládli a jejich éra skončila začátkem 13. století. Jejich nejdůležitějším příspěvkem byla výstavba provinčního hlavního města Guadalajara, které založil berberský kapitán al-Faray. Území současné provincie Guadalajara bylo součástí maurské Marca Media. Bylo řádce osídlené, nejdůležitějšími městy byly Atienza, Guadalajara, Jadraque, Hita a Sigüenza. Po rozpadu kalifátu Córdoba, získalo nezávislost Toledo (1018), dosáhlo zenitu za Jahjá-al-Mamúna (vládl 1043–1075). Po jeho smrti vedl tlak krále Alfonse VI. Leónsko-kastilského k začátku křesťanského dobývání oblasti v roce 1085. Začátkem 12. století Molina, La Serrania, Sigüenza a údolí Taja byly vyklizeny a to vedlo ke zřízení biskupství Sigüenza. Za vlády Alfonse VII. a Alfonse VIII. byla oblast dosídlena z jiných částí Kastilie. Dobytím Cuency a Alarcónu koncem 12. století a vítězství u Las Navas de Tolosa roku 1212, bylo dovršeno křesťanské dobývání dnešní provincie Guadalajara.

### Novověk a renesance
Novověk začal svatbou katolických monarchů, Isabely I. Kastilské a Ferdinanda II. Aragonského ve Valladolidu r. 1469, která spojila koruny Kastilskou a Aragonskou. centralizace vlády vedla k rozvoji církve, vojenství a šlechty, která toužila po zisku z bojů s nevěřícími, a z prodeje dobytých území. V 16. století tuto praxi prosadili Karel V. a Filip II. V Guadalajaře šlo především o půdu, která patřívala rytířským řádům Calatravskému a Pastranskému. Nejvíc půdy získal rod Mendoza, který si postavil opevněný palác v Pastraně a ovládl Sayatón, Escopete a Albalate.
Za vlády Mendozů v 15.–16. století město Guadalajara prosperovalo, přitahovalo spisovatele, historiky a filosofy, takže si vysloužilo přezdívku la Atenas alcarreña (Alcarrenské Athény) Iñigo Lopez de Mendoza, 1. markýz de Santillana, (1398–1458) nestavěl jen paláce, kostely a kláštery, ale pod vlivem renesance zřídil rozsáhlou knihovnu s řeckými a latinskými díly. V 16. století jeho jmenovec Íñigo López de Mendoza, 4. vévoda de Infantado, (1493–1566) založil ve městě akademii. Pastrana v renesanci také vzkvétala pod vedením Ruy Gómeze de Silva (1516–1573). Byla zde založena latinská škola a škola sborového zpěvu. Na konci 16. století město proslulo tapiseriemi a karmelitánskými konventy. Po smrti Ruyovy vdovy Any de Mendoza roku 1592 se šlechta přestěhovala do Madridu, což vedlo k pozvolnému úpadku provincie.

### 18. a 19. století
Začátkem 18. století za Války o dědictví španělské utrpělo město a provincie Guadalajara citelné škody. Roku 1719 byla založena královská textilní manufaktura v Guadalajaře, která přitáhla dělníky nejen z celého Španělska, ale i z ciziny, zvláště z Nizozemí. Manufaktura prosperovala až do začátku 19. století – zavřena byla v důsledku Španělské války za nezávislost. Tehdy francouzská vojska způsobila značné škody venkovským městům, zvláště ve městě Molina, kde bylo vypáleno přes 600 domů. Po osvobození města Guadalajara roku 1813 bylo město zdevastované a zbídačené. Podmínky se zlepšily až ve 40. letech, kdy byla zřízena Akademie vojenského stavebnictví v bývalé textilní továrně. Další vojenská zařízení následovala a vyvrcholilo to na konci století zřízením leteckého pluku (!).

### Moderní historie
Vojenské objekty dále přinášely Guadalajaře finanční úlevu v prvních 30. letech 20. století. Populace mírně vzrůstala. K dalším zlepšením přispíval vliv bohatého a vlivného velkostatkáře a politika hraběte de Romanones, který byl poslancem za Guadalajaru v l. 1886–1936. Protože se provincie přidala na stranu republikánů ve Španělské občanské válce, frankistická vláda ji zanedbávala až do konce 50. let, kdy se objevily plány na vymístění průmyslového rozvoje z Madridu do oblasti Guadalajary a do koridoru Henares. Nový průmysl a zlepšený stav komunikací přinesl prosperitu do Guadalajary, Torrejónu, Alcalá, Azuquecy a Yunquery de Henares, vedl však také k dračskému úbytku populace ve venkovských oblastech.
Od 16. do 20. července 2005 zuřil v provincii ničivý lesní požár, známý jako incendio de Guadalajara. Jedenáct hasičů přitom zahynulo. Požár způsobili neukáznění turisté rozděláváním táborových ohňů.

## Symboly provincie

### Znak provincie
Překlad: Štít dělen na osm polí, odpovídajících starým soudním okrskům: 1) polceno, a) v modrém zlaté žezlo (jen dle oficiálního popisu – jde o kosmé břevno), provázené dvěma stříbrnými kotouči, b) v červeném zlatě oděná paže, držící v ruce minci; v modré špici zlatá lilie (Molina de Aragón); 2) polceno a) v modrém hrad na přirozeném útesu, b) v červeném černá orlice se zlatou korunou perutěmi dolů s kostí ve spárech (Sigüenza); 3) polceno, v modrém hradba s hláskou na přirozené skále; b) děleno Kastilie a León (Atienza); 4) v červeném hrad přirozeným vrchem, nad hradem obraz Panny Marie Neposkvrněného Početí (Immaculata) a vpravo za ním doprava skloněná stříbrná biskupská berla (Brihuega); 5) čtvrceno, a) a d) polceno, v prvním poli v červeném zlatý hrad a ve druhém zlatém (?) červený lev, b) a c) tři stříbrné lilie v modrém dvě nad jednou (? – Cogolludo); 6) v modrém strážní věž na výšině, z jejíhož svahu vytéká množství pramenů svých barev (Cifuentes); 7) polceno a) v modrém stříbrné kosmé břevno, přeložené modrým písmenem P červeně stínovaným, provázeným dvěma sb. liliemi, jednou nahoře a jednou dole, a b) ve stříbře červený kříž a meč svých barev a dole lebka (Pastrana); a 8) v červeném hrad nad kopcem svých barev. Modrá pata se dvěma sb. vavřínovými věnci (Sacedón). Srdeční štít se znakem hlavního města Guadalajara (Rytíř, který drží stříbrný praporek s červeným křížem, provází jej jeho vojsko svých barev na pozadí zubatých věží města pod noční hvězdnatou oblohou).

## Geografie a klima
Provincie Guadalajara leží na východě centrálního Španělska, na severovýchodě regionu Kastilie-La Mancha. Má rozlohu 12 190 km² (3.42% plochy Španělska). Hraničí s provinciemi Cuenca, Madrid, Segovia, Soria, Zaragoza a Teruel. V hlavním městě Guadalajara žije téměř 35% populace provincie. Provincie má 288 obcí, z nichž více než ¾ jsou vesnice s méně než 200 obyvateli.
Guadalajara je horský kraj, východní část patří do Iberského pohoří (Sistema Ibérico), západ patří do Kastilského pohoří/Centrální kordillera (Sistema Central, Cordillera Central). Iberské pohoří tvoří severovýchodní část s pohořími Sierras de Somosierra, Ayllón, Sierra del Ocejón, Alto Rey, Bodera Barahona a Radona. Hory jsou převážně vápencové, erodované soutěskami řek jako Henares (s povodím o ploše 3 735 km2) a Jarama (s povodím o ploše 782 km2).
Tajo (Tagus), jedna z hlavních španělských řek, je hlavním tokem východu provincie s povodím o ploše 4 686 km2, součástí širší Madridské kotliny. Významná je i řeka Tajuña s povodím o ploše 2 015 km2, a Ebro, které má povodí o ploše 996 km2. Dalšími významnými prvky jsou Parque Natural del Alto Tajo, Hayedo de Tejera Negra, Lagunas de Puebla de Beleña, Cerros Margosos de Pastrana y Yebra, Cerros Volcánicos de La Miñosa a Prados Húmedos de Torremocha del Pinar.

### Klima
Provincie, jak je dáno její rozlohou a rozličnými geografickými podmínkami, má také různorodé klima, i když je lze klasifikovat jako typicky mediteránně-pevninské klima Centrální plošiny. Dlouhé, suché a horké léto se stejně dlouhou a krutou zimou ustupuje mírnému počasí na jaře a na podzim. Klimatická různorodost je příčinou rozmanitosti vegetace a ekosystémů, a stromy jako dub, jalovec, borovice, buk atd. lze najít po celé provincii. Sezónní rozložení srážek je ovlivněno reliéfem, většin srážek se objevuje v horských oblastech Iberského pohoří (mezi 700 a 900 mm/rok), a v pramenné oblasti řek Jarama a Sorbe v Sierra de Ayllon (více než 800 mm). Údolí řek Henares a Tajuña, a severní vřesoviště kolem města Sigüenza mají v průměru méně než 600 mm srážek ročně, a některé oblasti jako Molinská vřesoviště na hranicích provincií Zaragoza a Teruel, mívají srážky nižší než 400 mm.

## Správní rozdělení
Provincie se skládá z comarcas: La Alcarria, La Campiña, La Serranía a Señorío de Molina-Alto Tajo.

## Památky
Významnými památkami jsou hrady a hradby v Palazuelos, palác El Infantado, vévodský palác Pastrana, palác vévodů z Medinaceli (Cogolludo), katedrála ve městě Sigüenza, Cueva de los Casares v La Riba de Saelices a Castillo de Pioz. Konkatedrála Santa María de la Fuente la Mayor ve městě Guadalajara byla prohlášena kulturní památkou (Bien de Interés Cultural) roku 1941.

### Hrady
Hrad Atienza na vysoké skále je vidět na kilometry. Přecházel z maurských do křesťanských rukou a naopak, než se jej definitivně zmocnil roku 1085 Alfonso VI. Hrad v Sigüenze má základy pocházející z 5. století, rozšířili jej Maurové a dobyli jej křesťané pod velením Bernarda z Agen r. 1123. Koncem 18. století biskup Juan Díaz de la Guerra přestavěl hrad na biskupský palác, ale během Války za nezávislost byl dobýván Francouzi a vážně poškozen. Ve 30. letech 19. stol. byl zničen požárem a byl opuštěn. Roku 1976 byla dokončena důkladná rekonstrukce. Hrad byl změněn na parador. Jeho největší místností je dochovaná hradní jídelna. Hrad Molina de Aragón stojí na kopci, dominujícímu údolí, a tvoří jej vnější linie opevnění se čtyřmi branami a šesti věžemi, z nichž se dobře dochovaly čtyři. Původně byla vnější hradba kolem celé vesnice. Hrad byl maurskou pevností (10.–11. stol.), vzniklou přestavbou keltsko-iberského hradu. Pevnost sloužila pánům taify Molina. Sídlil zde po svém vyhnání z Kastilie El Cid. Roku 1129 byl z rukou Maurů dobyt králem Alfonsem I. Aragonským.
Působivý hrad Torija byl vystavěn v 1. století templáři z vápence z Alcarria na pravidelném obdélném půdoryse se třemi okrouhlými věžemi a válcovou hlavní věží. Roku 1445 jej dobyl navarrský kapitán Juan de Puelles a později jej vlastnil kardinál Pedro González de Mendoza (1428–1495). V 19. století jej okupovali Francouzi pod velením generála Huga, otce Victora Huga, pak jej dobyl a zničil El Empecinado. Restaurační práce skončily 1962.
Hrad Jadraque se tyčí nad řekou Henares, a někdy se mu říká El Cidův hrad. Má čtyři okrouhlé věže a jednu čtverhrannou. Dokonale rozvržená palácová stavba byla vystavěna Juanem Guasem v 15. století, ale stojí na místě staleté maurské pevnosti. Fasády byly obnoveny, ale interiéry jsou stále v troskách.